# Ikawa-Linie
| Diesel-Wendezug mit talseitig vorgespannter Zahnrad-Elektrolok mit deutlich höheren Wagenkasten als der Rest des Zuges |                                         |                                |                   |
| Streckenlänge: | 25,5 km                                 |                                |                   |
| Spurweite: | 1067 mm (Kapspur)                       |                                |                   |
| Stromsystem: | Abt Ichishiro – Nagashima Damu 1500 V = |                                |                   |
| Maximale Neigung: | 90 ‰                                    |                                |                   |
| Minimaler Radius: | 50 m                                    |                                |                   |
| Zahnstangensystem: | Abt (dreilamellig)                      |                                |                   |
| Streckengeschwindigkeit: | 30 km/h                                 |                                |                   |
| |                                         |                                |                   |
| Gesellschaft: | Ōigawa Tetsudō                          |                                |                   |
| \| \| \| ↑ Ōigawa-Hauptlinie \| 1931– \| \| \| 0,0 \| Senzu (千頭) \| 1931– \| \| \| 1,1 \| Kawane-Ryōgoku (川根両国) \| 1935– \| \| \| \| (2 Tunnel) \| \| \| \| 2,4 \| Sawama (沢間) \| 1935– \| \| \| \| ← Senzu-Waldbahn \| 1935–1969 \| \| \| \| Sumata \| \| \| \| 3,9 \| Domoto (土本) \| 1959– \| \| \| \| (2 Tunnel) \| \| \| \| 5,8 \| Kawane-Koyama (川根小山) \| 1959– \| \| \| \| (3 Tunnel) \| \| \| \| 7,5 \| Okuizumi (奥泉) \| 1959– \| \| \| \| (2 Tunnel) \| \| \| \| \| Ōi-gawa \| \| \| \| \| Kawane-Ichiyo (川根市代) \| –1990 \| \| \| \| alte Strecke \| –1990 \| \| \| \| \| \| \| \| 9,9 \| Abt Ichishiro (アプトいちしろ) \| 1990– \| \| \| \| Ōkashima (大加島) \| 1981–1990 \| \| \| \| Ōi-gawa \| \| \| \| \| (2 Tunnel) \| \| \| \| \| \| \| \| \| 11,4 \| Nagashima Damu (長島ダム) \| 1990– \| \| \| \| \| \| \| \| \| Kawane-Karasawa (川根唐沢) \| 1959–1990 \| \| \| 12,6 \| Hiranda (ひらんだ) \| 1990– \| \| \| \| \| \| \| \| \| \| \| \| \| \| Inuma (犬間) \| –1990 \| \| \| \| \| \| \| \| \| Nagashima-Stausee \| \| \| \| 13,9 \| Okuōikojō (奥大井湖上) \| 1990– \| \| \| \| Nagashima-Stausee \| \| \| \| \| (4 Tunnel) \| \| \| \| \| (4 Tunnel) \| \| \| \| \| \| \| \| \| \| \| \| \| \| 15,5 \| Sessokyō-Onsen (接岨峡温泉) \| 1959– \| \| \| \| (6 Tunnel) \| \| \| \| 17,8 \| Omori (尾盛) \| 1959– \| \| \| \| (3 Tunnel) \| \| \| \| \| Sekinosawa-gawa \| \| \| \| \| (6 Tunnel) \| \| \| \| 20,5 \| Kanzō (閑蔵) \| 1959– \| \| \| \| (13 Tunnel) \| \| \| \| 25,5 \| Ikawa (井川) \| 1959– \| \| \| \| \| 1954–2013 \| \| \| \| \| \| \| \| \| Wanderweg \| \| \| \| 26,6 \| Dōdaira (堂平) \| 1954–1971 \| |                                         |                                |                   |
| Strecke |                                         | ↑ Ōigawa-Hauptlinie            | 1931–             |
| | 0,0                                     | Senzu (千頭)                   | 1931–             |
| Bahnhof | 1,1                                     | Kawane-Ryōgoku (川根両国)      | 1935–             |
| Tunnel |                                         | (2 Tunnel)                     | (2 Tunnel)        |
| Haltepunkt / Haltestelle | 2,4                                     | Sawama (沢間)                  | 1935–             |
| Abzweig geradeaus und ehemals nach links |                                         | ← Senzu-Waldbahn               | 1935–1969         |
| Brücke über Wasserlauf |                                         | Sumata                         | Sumata            |
| Haltepunkt / Haltestelle | 3,9                                     | Domoto (土本)                  | 1959–             |
| Tunnel |                                         | (2 Tunnel)                     | (2 Tunnel)        |
| Bahnhof | 5,8                                     | Kawane-Koyama (川根小山)       | 1959–             |
| Tunnel |                                         | (3 Tunnel)                     | (3 Tunnel)        |
| Bahnhof | 7,5                                     | Okuizumi (奥泉)                | 1959–             |
| Tunnel |                                         | (2 Tunnel)                     | (2 Tunnel)        |
| Brücke über Wasserlauf |                                         | Ōi-gawa                        | Ōi-gawa           |
| ehemaliger Haltepunkt / Haltestelle |                                         | Kawane-Ichiyo (川根市代)       | –1990             |
| |                                         | alte Strecke                   | –1990             |
| Strecke (außer Betrieb) · Tunnel |                                         |                                |                   |
| Tunnel (Strecke außer Betrieb) | 9,9                                     | Abt Ichishiro (アプトいちしろ) | 1990–             |
| Haltepunkt / Haltestelle (Strecke außer Betrieb) · Tunnel |                                         | Ōkashima (大加島)              | 1981–1990         |
| Brücke über Wasserlauf (Strecke außer Betrieb) · Brücke über Wasserlauf |                                         | Ōi-gawa                        | Ōi-gawa           |
| Tunnel (Strecke außer Betrieb) · Tunnel |                                         | (2 Tunnel)                     | (2 Tunnel)        |
| Tunnel (Strecke außer Betrieb) · Strecke |                                         |                                |                   |
| Strecke (außer Betrieb) | 11,4                                    | Nagashima Damu (長島ダム)      | 1990–             |
| Tunnel (Strecke außer Betrieb) · Tunnel |                                         |                                |                   |
| Haltepunkt / Haltestelle (Strecke außer Betrieb) · Tunnel |                                         | Kawane-Karasawa (川根唐沢)     | 1959–1990         |
| Strecke (außer Betrieb) · Haltepunkt / Haltestelle | 12,6                                    | Hiranda (ひらんだ)             | 1990–             |
| Tunnel (Strecke außer Betrieb) · Tunnel |                                         |                                |                   |
| Tunnel (Strecke außer Betrieb) · Strecke |                                         |                                |                   |
| Haltepunkt / Haltestelle (Strecke außer Betrieb) · Strecke geradeaus |                                         | Inuma (犬間)                   | –1990             |
| Strecke nach links (außer Betrieb) · Kreuzung (Querstrecke außer Betrieb) · Strecke von rechts (außer Betrieb) |                                         |                                |                   |
| Brücke über Wasserlauf · Tunnel (Strecke außer Betrieb) |                                         | Nagashima-Stausee              | Nagashima-Stausee |
| Haltepunkt / Haltestelle · Tunnel (Strecke außer Betrieb) | 13,9                                    | Okuōikojō (奥大井湖上)         | 1990–             |
| Brücke über Wasserlauf · Strecke (außer Betrieb) |                                         | Nagashima-Stausee              | Nagashima-Stausee |
| Strecke · Tunnel (Strecke außer Betrieb) |                                         | (4 Tunnel)                     | (4 Tunnel)        |
| Tunnel · Strecke (außer Betrieb) |                                         | (4 Tunnel)                     | (4 Tunnel)        |
| |                                         |                                |                   |
| Tunnel |                                         |                                |                   |
| Bahnhof | 15,5                                    | Sessokyō-Onsen (接岨峡温泉)    | 1959–             |
| Tunnel |                                         | (6 Tunnel)                     | (6 Tunnel)        |
| Haltepunkt / Haltestelle | 17,8                                    | Omori (尾盛)                   | 1959–             |
| Tunnel |                                         | (3 Tunnel)                     | (3 Tunnel)        |
| Brücke über Wasserlauf |                                         | Sekinosawa-gawa                | Sekinosawa-gawa   |
| Tunnel |                                         | (6 Tunnel)                     | (6 Tunnel)        |
| Bahnhof | 20,5                                    | Kanzō (閑蔵)                   | 1959–             |
| Tunnel |                                         | (13 Tunnel)                    | (13 Tunnel)       |
| Abzweig ehemals geradeaus und nach links · Kopfbahnhof Streckenende und quer | 25,5                                    | Ikawa (井川)                   | 1959–             |
| Brücke (Strecke außer Betrieb) |                                         |                                | 1954–2013         |
| Tunnel (Strecke außer Betrieb) |                                         |                                |                   |
| Strecke (außer Betrieb) |                                         | Wanderweg                      | Wanderweg         |
| Kopfbahnhof Streckenende (Strecke außer Betrieb) | 26,6                                    | Dōdaira (堂平)                 | 1954–1971         |

Die Ikawa-Linie (jap. 井川線, Ikawa-sen) ist eine Eisenbahnstrecke auf der japanischen Insel Honshū, die von der Bahngesellschaft Ōigawa Tetsudō betrieben wird. Es handelt sich um einen gemischten Adhäsions- und Zahnradbetrieb im oberen, gebirgigen Teil des Ōi-Tals in der Präfektur Shizuoka und (Stand Januar 2019) die einzige gemischte Adhäsions-Zahnradbahn Japans. Ursprünglich als Zubringer zu den Baustellen verschiedener Talsperren und Wasserkraftwerke errichtet, ist sie heute vor allem für den touristischen Ausflugsverkehr von Bedeutung.

## Streckenbeschreibung
Die eingleisige und in Kapspur (1067 mm) verlegte Ikawa-Linie ist 25,5 km lang. Bedient werden 14 Bahnhöfe und Haltestellen, wobei Zugkreuzungen an sieben Zwischenstationen möglich sind. An der südlichen Endstation Senzu kann auf die Ōigawa-Hauptlinie umgestiegen werden. Die kurvenreiche Strecke verläuft dem Fluss Ōi entlang durch sehr dünn besiedeltes Berggebiet, rund ein Drittel davon durch Tunnels und über Brücken. Insgesamt überwindet sie einen Höhenunterschied von 385 Metern. Zwischen Omori und Kanzō befindet sich der Sekinosawa-Viadukt; diese Bogenbrücke aus Stahl ist mit 70,8 Metern die höchste Eisenbahnbrücke Japans. Die meisten Fahrgäste sind Bahnenthusiasten, Touristen, die eines der Thermalbäder entlang der Strecke besuchen, oder Wanderer auf dem Weg zu den Gipfeln des Akaishi-Gebirges. Der größte Teil der Strecke liegt auf dem Gebiet von Kawane-honchō, die Stationen Kanzō und Ikawa gehören zum Territorium des Stadtbezirks Aoi-ku von Shizuoka.

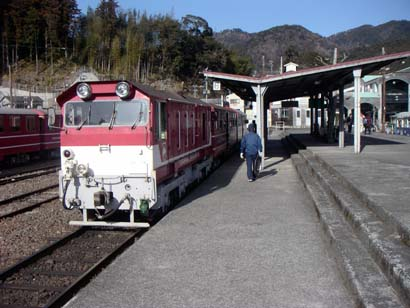
Personenzug mit Diesellokomotive Baureihe DD 20 in Senzu, dem Ausgangspunkt der Ikawa-Linie
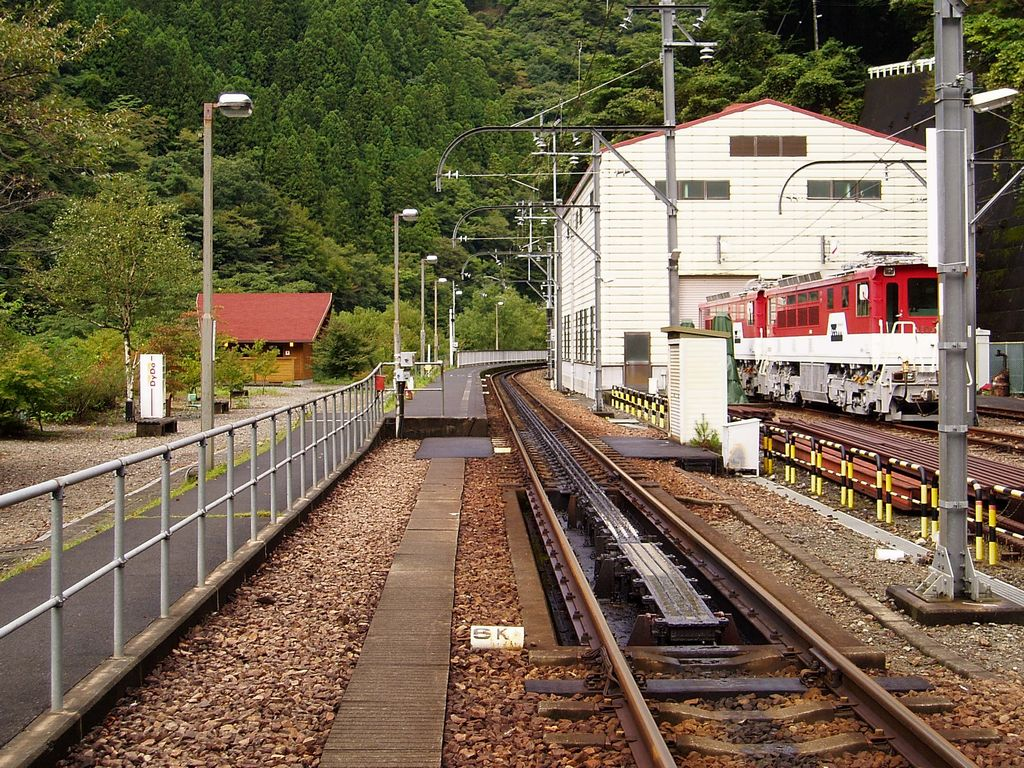
Zahnstangeneinfahrt in Abt Ichishiro, rechts das Depot für die Zahnstangenlokomotiven
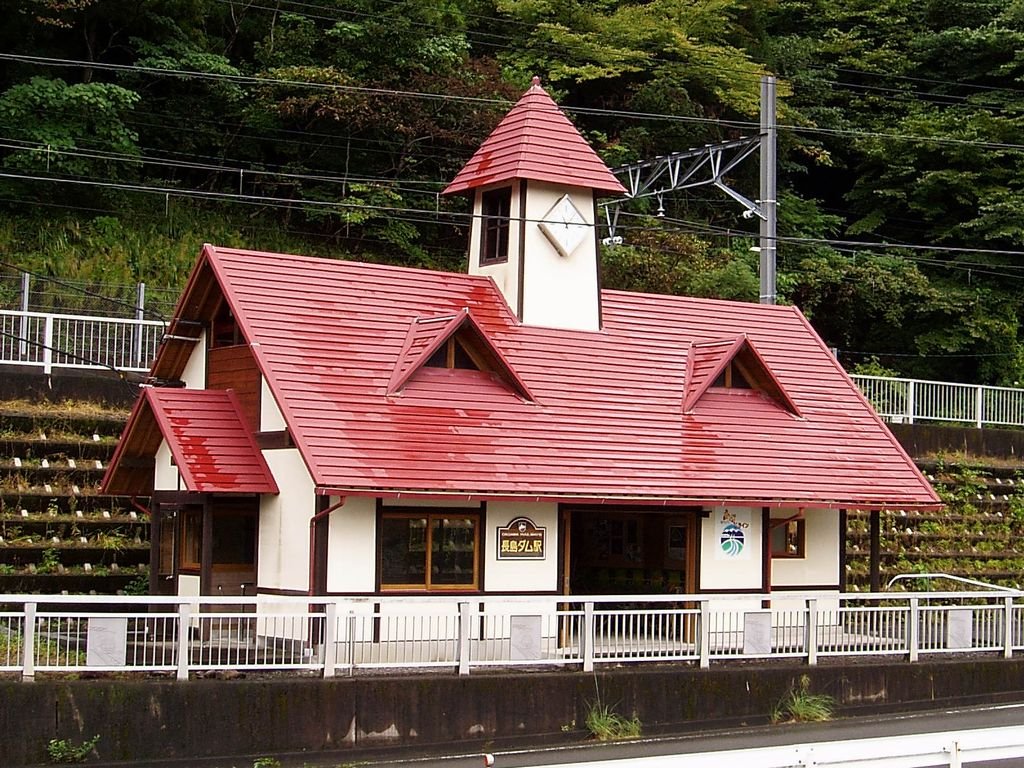
Stationsgebäude in Nagashima Damu, dem Endpunkt des Zahnstangenabschnitts
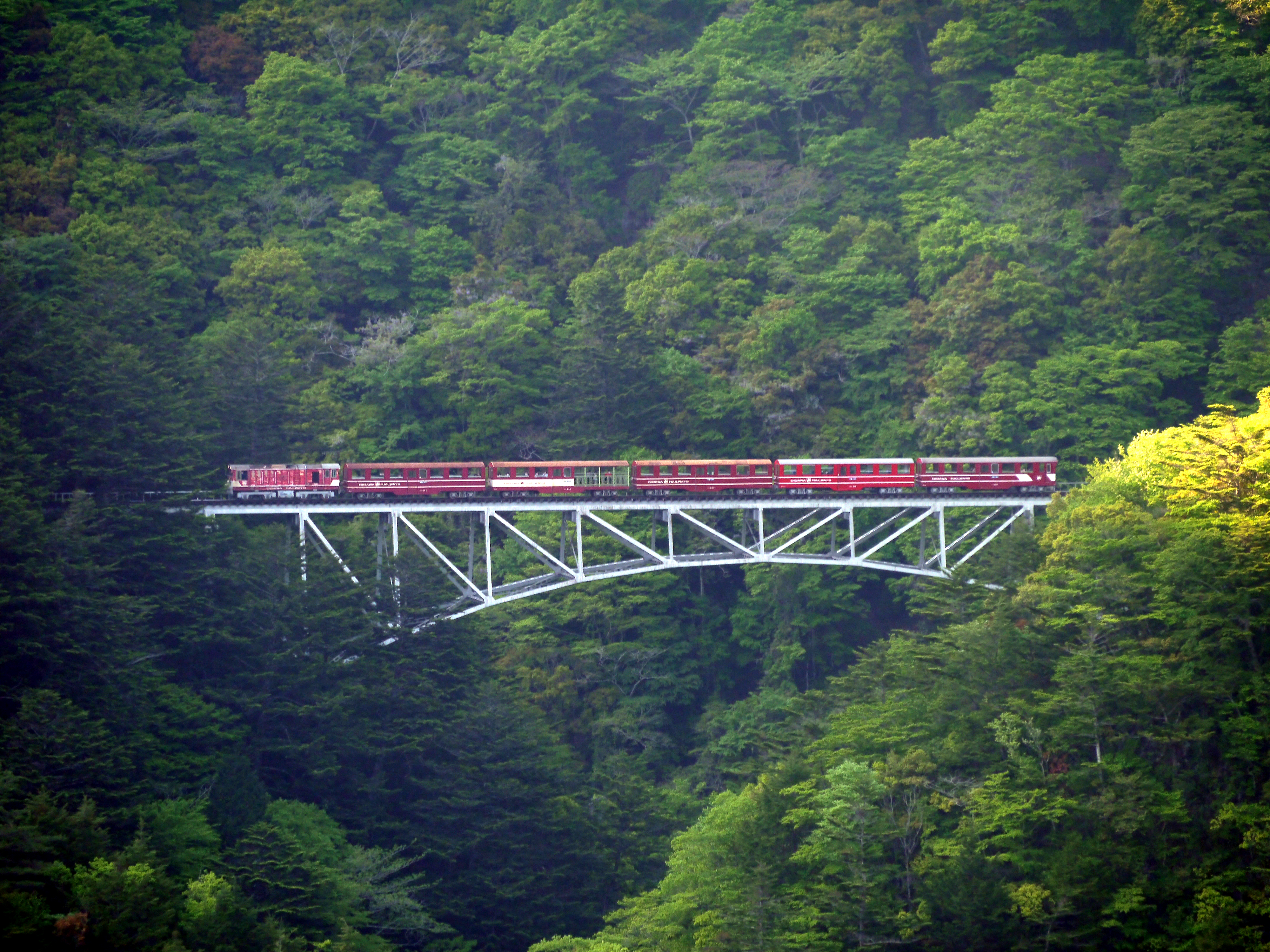
Sekinosawa-Viadukt, höchste Eisenbahnbrücke Japans
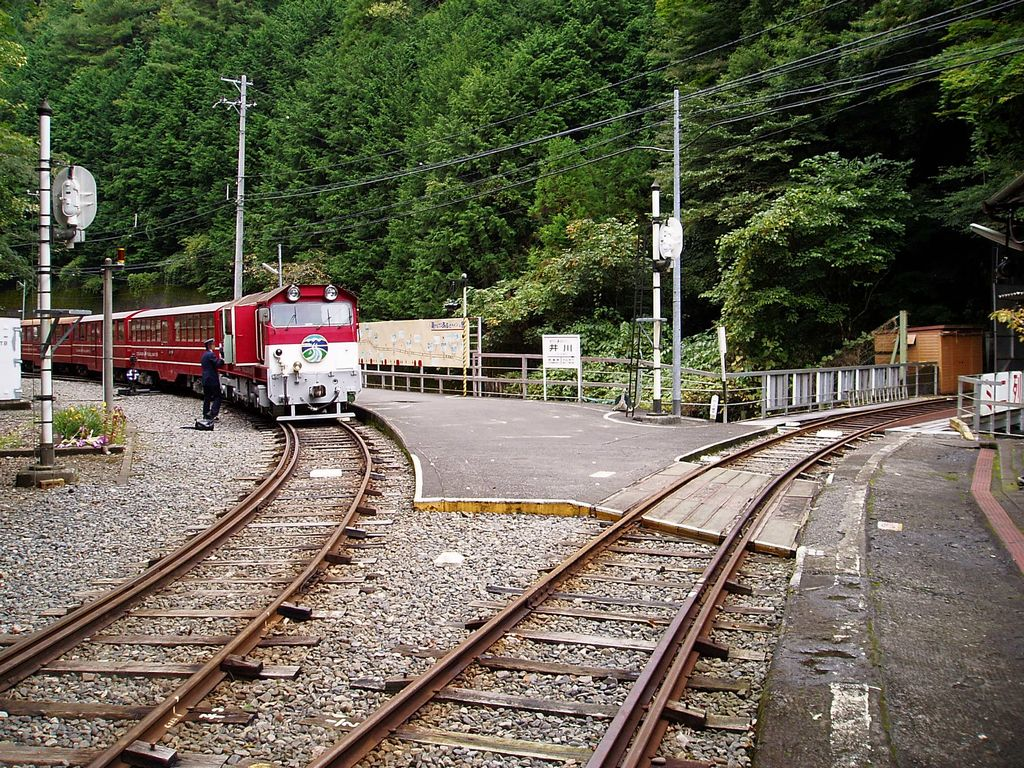
Endstation Ikawa. Das Gleis rechts dient nur dem Güterverkehr und führte früher bis nach Dōdaira

## Geschichte
Zwischen 1925 und 1931 war die Ōigawa-Hauptlinie im mittleren Ōi-Tal errichtet worden, um den Transport von Baumaterial und Arbeitern zu verschiedenen im Bau befindlichen Talsperren und Wasserkraftwerken zu erleichtern. Bauprojekte am Oberlauf erforderten die Errichtung einer weiteren Bahnlinie. Am 20. März 1935 nahm die Elektrizitätsgesellschaft Ōigawa Denki das 2,4 km lange Teilstück von Senzu nach Sawama in Betrieb. Die eingleisige Strecke hatte zunächst eine Spurweite von 762 mm, erhielt aber bereits am 19. November 1936 ein Dreischienengleis, sodass auch kapspurige Züge verkehren konnten. Die schmalere Spurweite wurde vorerst beibehalten. Dadurch konnten die Züge der in Sawama abzweigenden Senzu-Waldbahn direkt nach Senzu fahren, um die Holzverladung auf Güterzüge der Ōigawa Tetsudō zu erleichtern. Bis zur Stilllegung der Waldbahn im Jahr 1969 teilten sich beide Bahnen diesen Teil der Trasse.
Nach Kriegsende ging die Ōigawa Denki in der Chūbu Denryoku auf, die neben den verschiedenen Bauprojekten auch die Bahnstrecke übernahm. Am 1. April 1954 wurde diese bis Dōdaira verlängert, am gleichen Tag übernahm die Tochtergesellschaft Chūbu Denryoku Sen’yō Tetsudō die Betriebsführung. Da sich die Elektrizitätsgesellschaft auf ihr Kerngeschäft konzentrieren wollte, löste sie die Tochtergesellschaft auf und übertrug den Bahnbetrieb am 1. August 1959 an die Ōigawa Tetsudō, die am selben Tag den Personenverkehr einführte und mehrere Zwischenstationen eröffnete. Eigentümerin der Strecke ist bis heute die Chūbu Denryoku. Das kurze Teilstück zwischen Ikawa und Dōdaira wurde am 1. April 1971 stillgelegt. Zuvor war ein Verlängerungsprojekt zu den beiden weiter flussaufwärts vorgesehenen Hatanagi-Talsperren zugunsten einer Transportstraße fallengelassen worden.
Aufgrund der Bauarbeiten an der Nagashima-Talsperre musste der Streckenabschnitt zwischen den Stationen Kawane-Ichiyo und Sessokyō-Onsen verlegt werden, da der aufgestaute Ōi die bisherige Trasse überfluten würde. Deshalb wurde eine neue, erhöht liegende Trasse errichtet und am 2. Oktober 1990 in Betrieb genommen. Dadurch verkürzte sich die Strecke und die Steigung vergrößerte sich auf 90 ‰. Da dies für Dieselfahrzeuge zu steil war, elektrifizierte man einen 1,5 km langen Streckenabschnitt und stattete ihn mit Zahnstange aus. Nach der Stilllegung der alten Trasse der Shin’etsu-Hauptlinie über den Usui-Pass im Jahr 1963 besaß Japan damit wieder eine Zahnradbahn.
Anfang 2023 wurde der Anschluss der Reststrecke Richtung Dōdaira ab Ikawa endgültig abgebaut. Dazu sperrte man zwischen dem 23. Januar und dem 3. Februar 2023 die Strecke zwischen Kanzo und Ikawa, um die Weiche vor dem Bahnhof Ikawa sowie die folgende Brücke über die Landstraße abzubauen und das Tunnelportal zu verschalen. Die alte Strecke, ab ca. 100 m hinter dem Tunnel, war bereits Anfang der 2000er Jahre in einen Wanderweg umgestaltet worden, wobei aber darauf geachtet wurde, das Lichtraumprofil freizuhalten.

## Betrieb
Täglich fahren im Personenverkehr fünf Zugpaare. Die Personenzüge sind als Wendezüge mit talseitig eingeordneter Diesellokomotive der Baureihe DD20 formiert und verkehren durchgehend zwischen Senzu und Ikawa. Die Zahl der Zwischenwagen hängt vom Verkehrsaufkommen ab. Bei sehr starker Nachfrage kommt entweder eine zusätzliche Diesellokomotive talseitig oder als Zwischenlokomotive zum Einsatz, oder zwei Wendezüge verkehren in Doppeltraktion. Zur Überwindung des Zahnstangenabschnitts wird in Abt Ichishiro hinter der dieselhydraulischen Adhäsionslokomotive eine elektrische Zahnradlokomotive des Typs ED 90 angekuppelt, die bis Nagashima Damu am Zug bleibt.

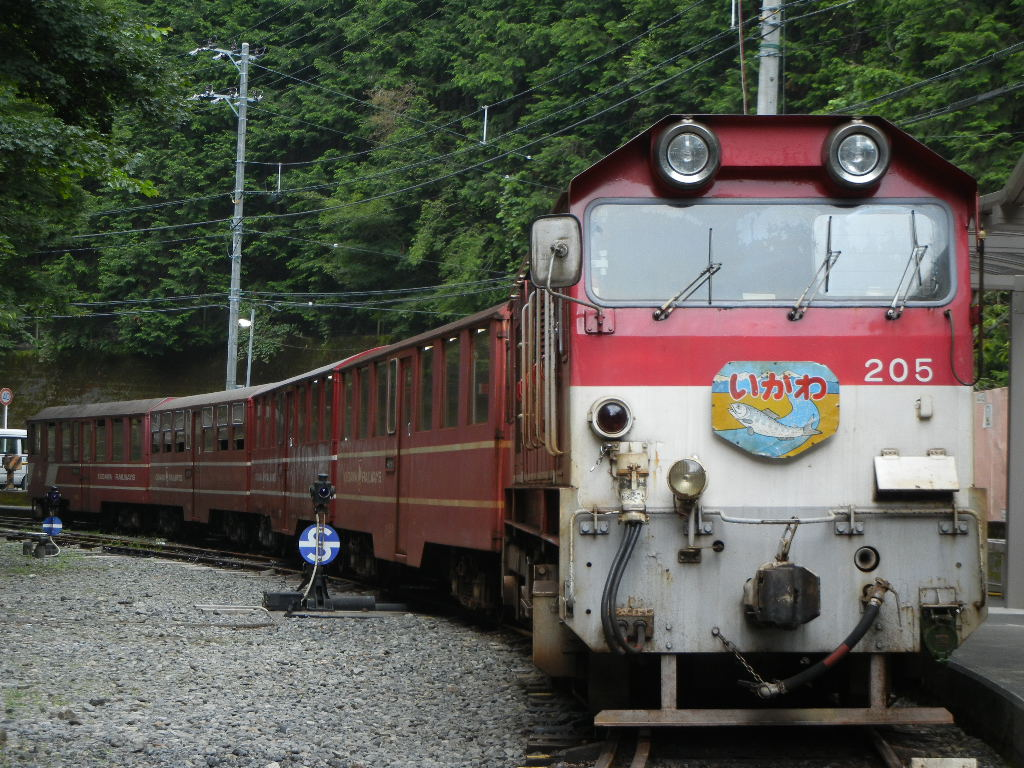
Auf den Adhäsionsabschnitten verkehren die Züge mit Dieseltraktion. Wendezug mit dieselhydraulischer Adhäsionslokomotive DD 205 in Ikawa.
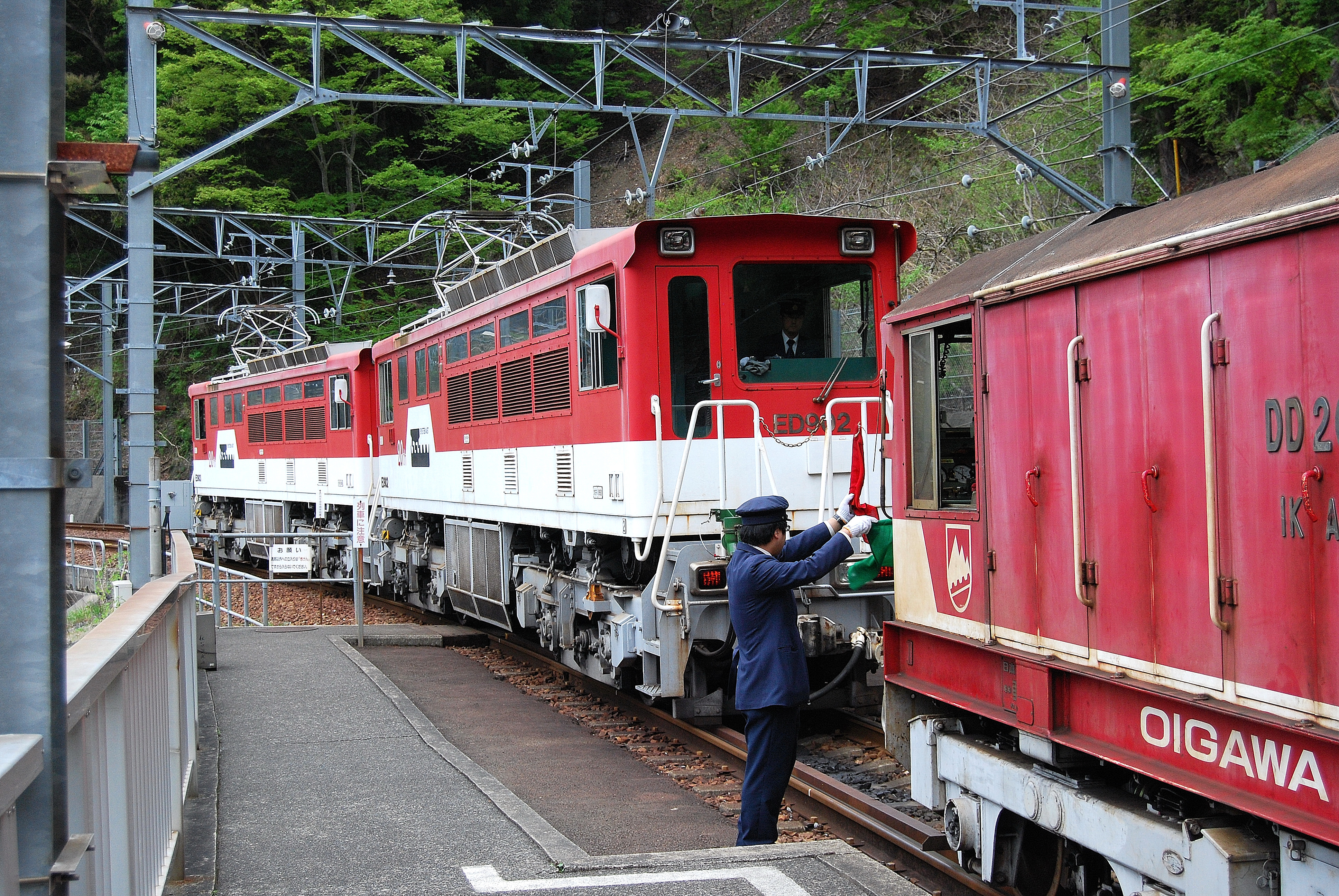
Einem talwärts fahrendem Zug werden in Nagashima Dam zwei elektrische Zahnradlokomotiven ED 90 vorgespannt.
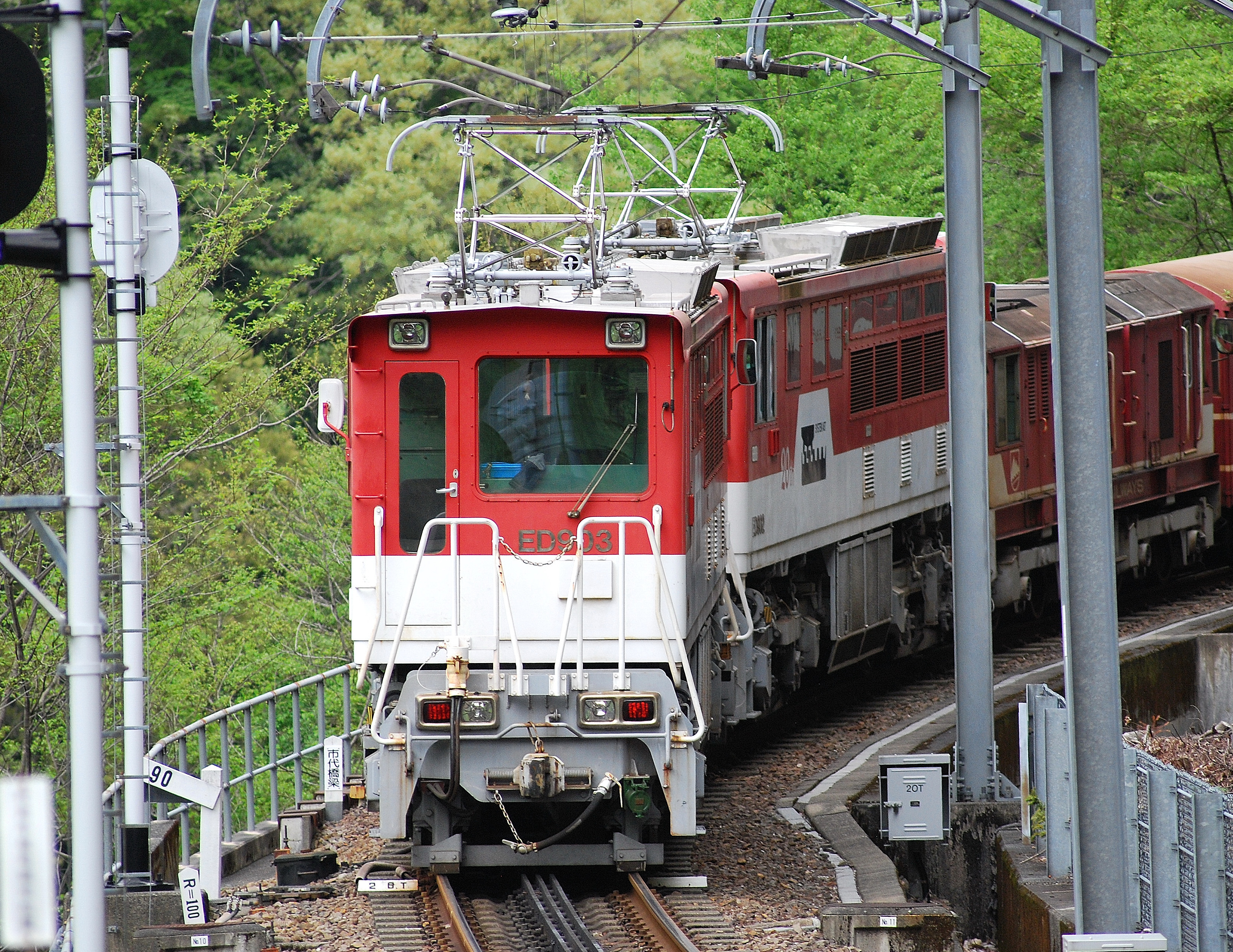
Bei der Bergfahrt arbeiten die Zahnradlokomotiven als Schiebelokomotiven. Bei der Talfahrt sind sie ebenfalls talseitig eingespannt.
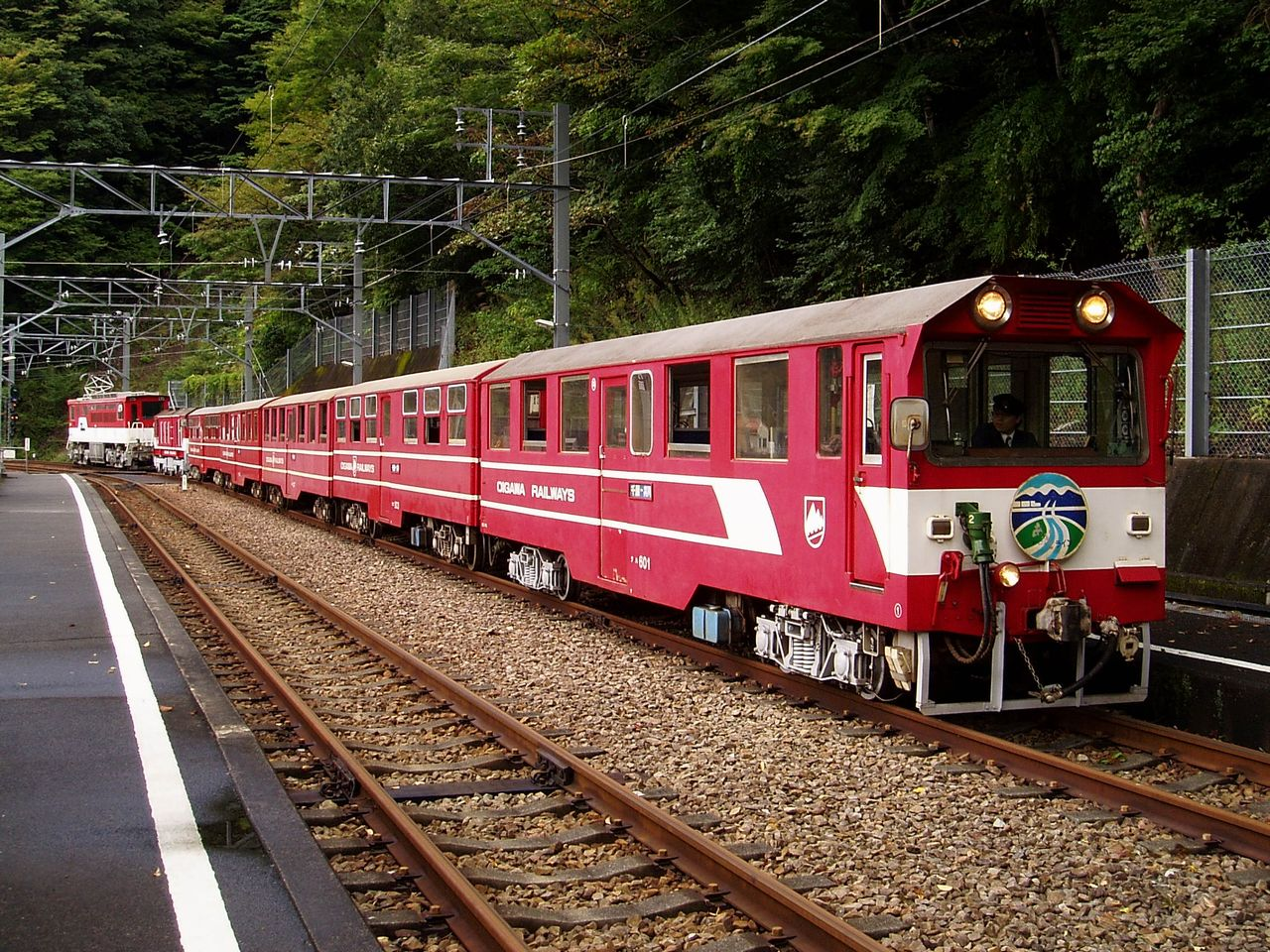
In Nagashima Dam wird die Schiebelokomotive abgekuppelt und die Diesellokomotive befördert den Zug allein nach Ikawa.

## Technik

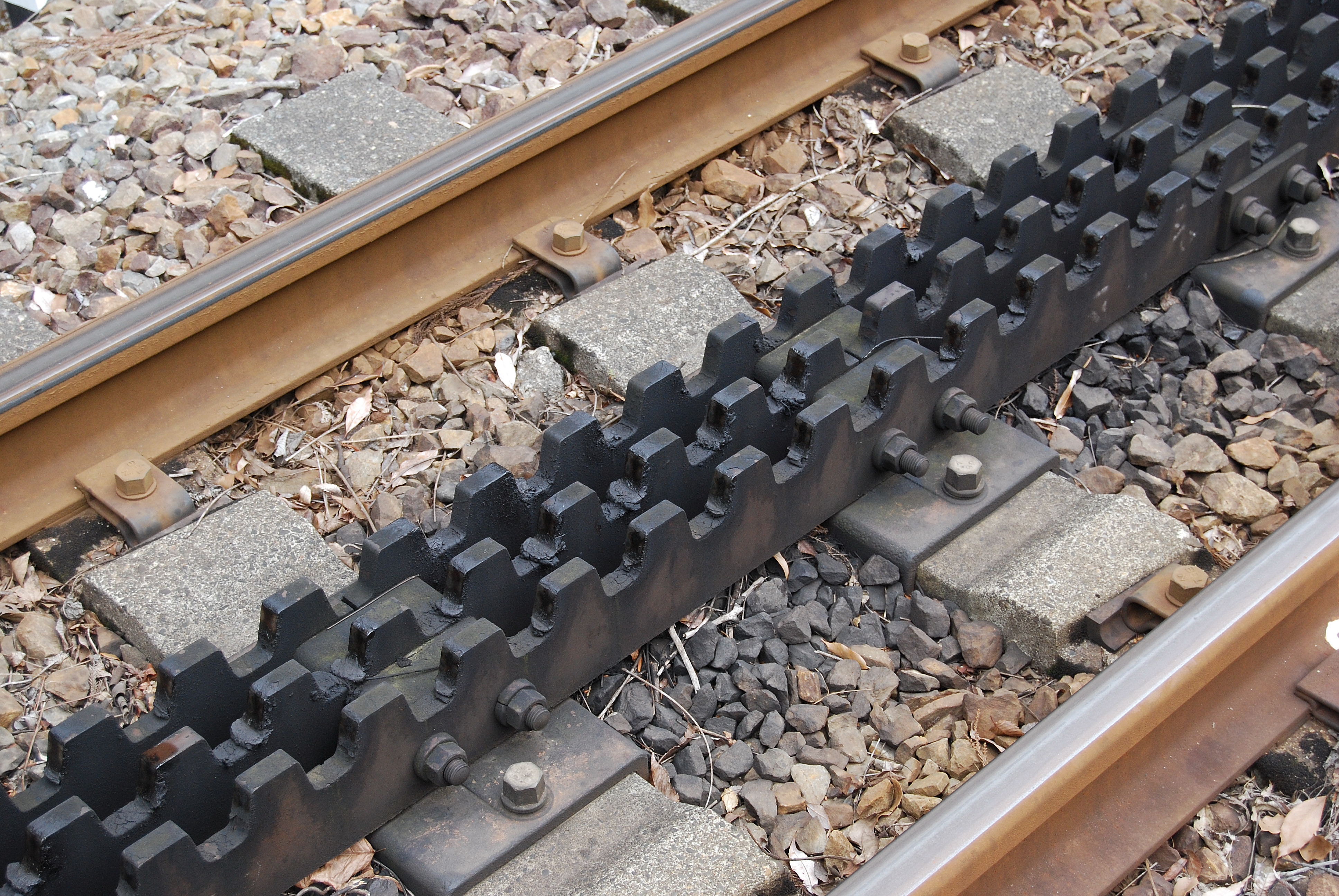
Gleis der Ikawa-Linie mit dreilamelliger Zahnstange System Abt

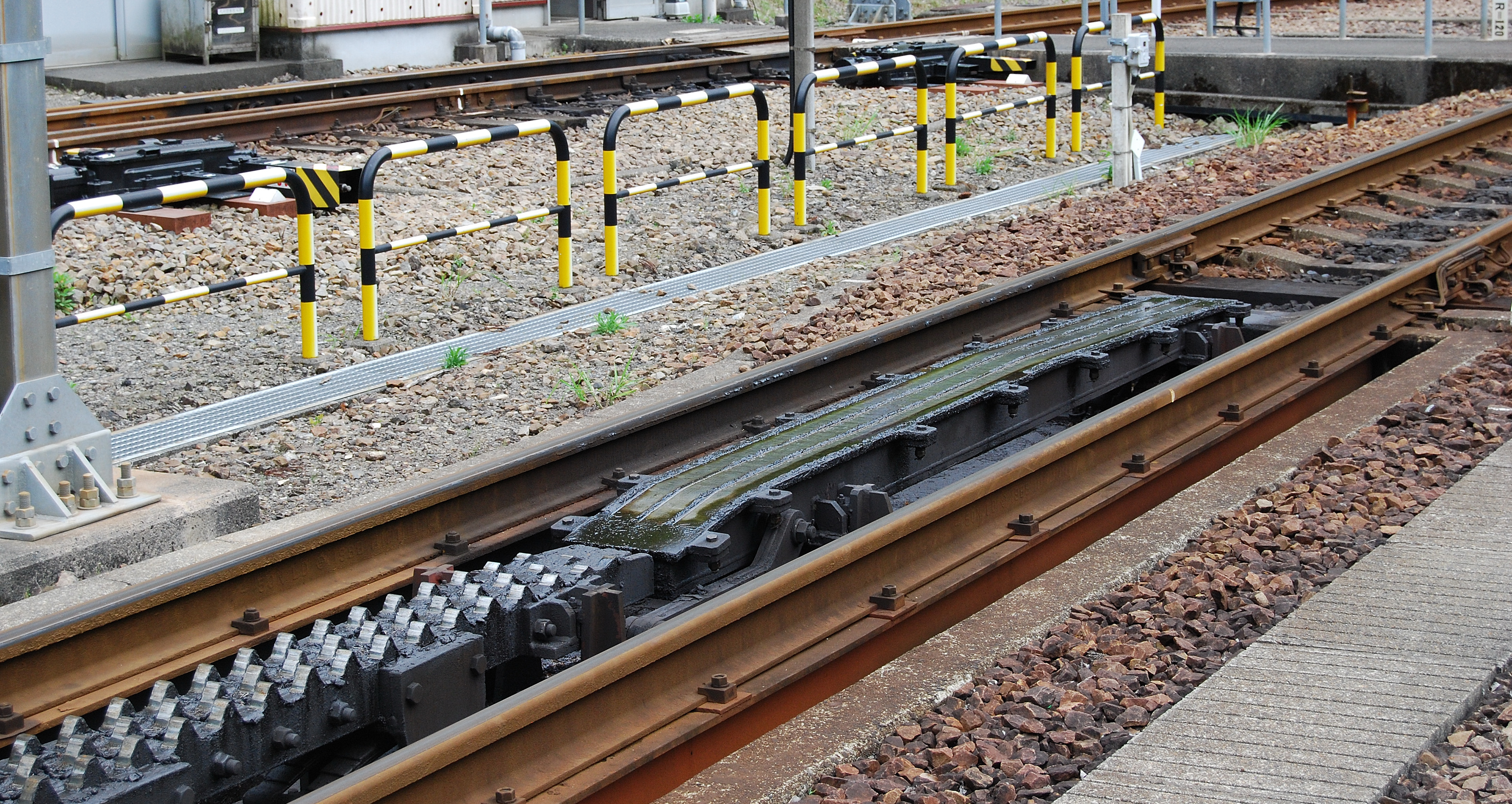
Zahnstangeneinfahrt System Abt mit zusätzlichem Beschleunigungsbalken (rechts) in Abt Ichishiro

Beim Neubau des 90 ‰ steilen und 1,5 Kilometer langen Streckenabschnitts zwischen Abt Ichishiro und Nagashima Damu im Jahr 1990 stattete man das Gleis mit einer dreilamelligen Abt-Zahnstange aus, die im Gegensatz zur zweilamelligen Zahnstange System Abt nur selten verwendet wird, in Japan aber von der früheren Zahnradbahn über den Usui-Pass her bekannt ist. Ansonsten wird sie heute nur noch auf der Bahnstrecke Santos–Jundiaí in Brasilien verwendet, wohin der japanische Hersteller Hitachi in den Jahren 1972 bis 1990 vierzehn Zahnradlokomotiven liefern konnte.
Weil das schmale Lichtraumprofil der früheren 762-mm-Bahn nicht an die neue Spurweite angepasst wurde, verkehrt auf der Ikawa-Linie spezielles Rollmaterial mit schmalen Wagenkästen von 2,1 m Breite.

## Fahrzeuge

### Diesellokomotiven DB 1 und DD 10

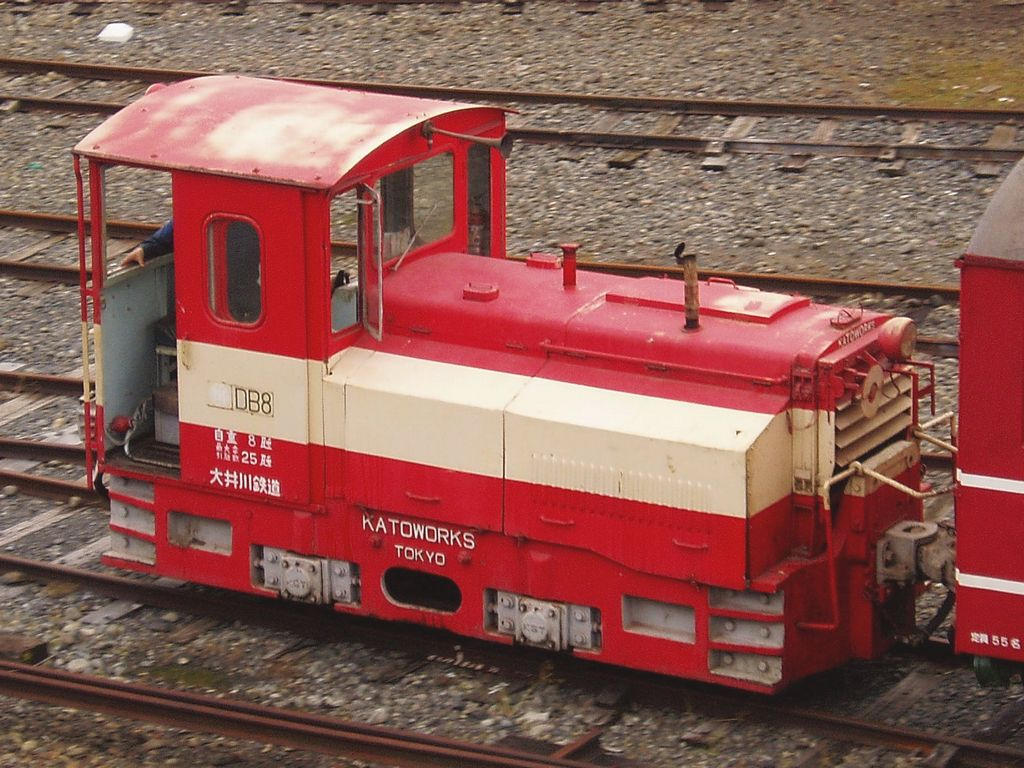
Traktor Baureihe DB 1 Nr. 8
(1936–1938 erbaut, Achsfolge B, 8,3 t Dienstmasse, 85 PS, 20 km/h)

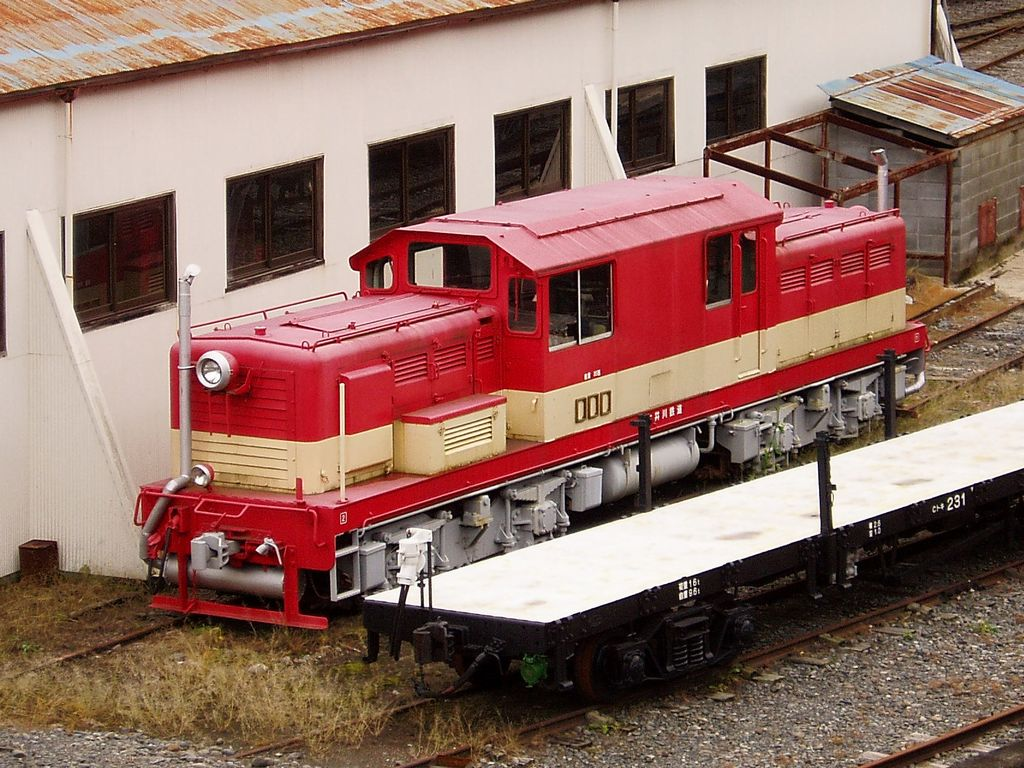
Diesellokomotive DD 107
(1954–1960 erbaut, Achsfolge B'B', 35,0 t Dienstmasse, 2 × 175–225 PS)

Bei der Aufnahme des Personenverkehrs im Jahr 1959 reichten für den Transport der Fahrgäste in der Nebensaison ein oder zwei Personenwagen aus, die von einem Dieseltraktor des Typs DB 1 gezogen wurden. Bei großem Andrang kamen bis zu zehn Personenwagen und eine dieselhydraulische Lokomotive der Baureihe DD 10 zum Einsatz. Die Motoren der 1954 bis 1960 erbauten Diesellokomotiven waren jedoch beim Unterhalt aufwändig und der Mittelführerstand bot auf der kurvenreichen Ikawa-Linie nur schlechte Sichtverhältnisse.

### Diesellokomotiven DD 20
| Lokomotiven der Ikawa-Linie | DD 20                            | ED 90                                       |
| --------------------------- | -------------------------------- | ------------------------------------------- |
| Nummerierung:               | DD 201–206                       | ED 901–903                                  |
| Hersteller:                 | Nippon Sharyō                    | Hitachi                                     |
| Indienststellung:           | 1982–1986                        | 1989                                        |
| Achsfolge:                  | B'B'                             | B0z' B0z'                                   |
| Spurweite:                  | 1067 mm (Kapspur)                | 1067 mm (Kapspur)                           |
| Länge über Kupplung:        | 8700 mm                          | 14 020 mm                                   |
| Höhe:                       | 2691 mm                          | 3860 mm                                     |
| Breite:                     | 1848 mm                          | 2060 mm                                     |
| Dienstmasse:                | 20,0 t                           | 56,0 t                                      |
| Höchstgeschwindigkeit:      | 40 km/h                          | 40 km/h                                     |
| Zahnradsystem:              | –                                | Abt (3 Lamellen)                            |
| Stromsystem:                | –                                | 1500 V =                                    |
| Anzahl der Motoren:         | 1 (Diesel)                       | 4 Adhäsion (je 53 kW) 2 Zahnrad (je 175 kW) |
| Motorentyp:                 | Cummins NT-855L von Komatsu      | –                                           |
| Installierte Leistung:      | 335 PS                           | –                                           |
| Nenndrehzahl:               | 2100/min                         | –                                           |
| Leistungsübertragung:       | hydraulisch von Niigata Tekkosho | –                                           |

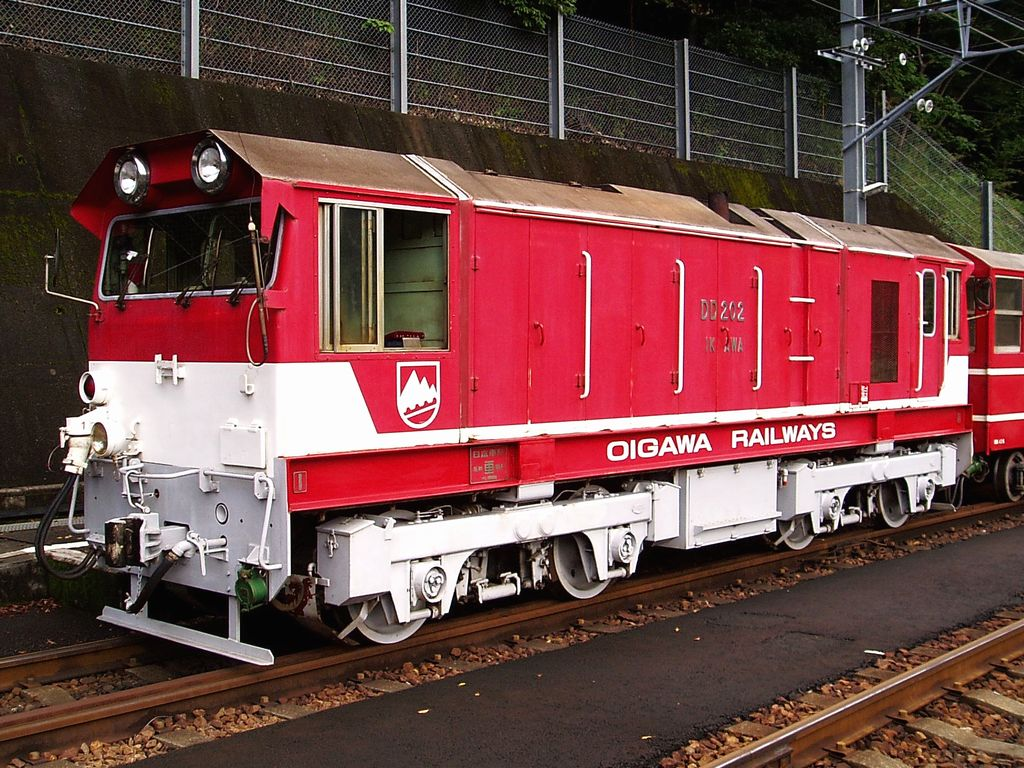
Diesellokomotive DD 202 in Nagashima-Dam

Nachdem im Zusammenhang mit dem Bau des Nagashima-Staudamms entschieden worden war, den Betrieb der Ikawa-Linie weiterzuführen, bestellte die Ōigawa Tetsudō neue Lokomotiven der Baureihe DD 20 mit Cummins-Dieselmotor. Sie waren die ersten japanischen Triebfahrzeuge mit von einem amerikanischen Hersteller konzipierten Dieselmotor.
Nach drei Jahren Entwicklungszeit wurden die Rahmenlokomotiven 1982 bis 1986 abgeliefert. Die DD 20 haben einen Wagenkasten aus Stahl mit zwei Endführerständen und sind mit Wendezugsteuerung und Mehrfachtraktionssteuerung ausgestattet. Der von Komatsu hergestellte Dieselmotor mit Abgasturbolader leistet 335 PS und treibt über einen Drehmomentwandler und ein schaltbares Getriebe mit zwei Gängen die vier Achsen an.
Namen der Lokomotiven
| Nr.    | Name    | Bedeutung                                                            |
| ------ | ------- | -------------------------------------------------------------------- |
| DD 201 | Rothorn | Bergstation der Partnerbahn in der Schweiz                           |
| DD 202 | Ikawa   | Endpunkt der Ikawa-Linie                                             |
| DD 203 | Brienz  | Ausgangsort der Schweizer Partnerbahn                                |
| DD 204 | Sumata  | Aussichtspunkt in der Präfektur Shizuoka im Akaishi-Gebirge          |
| DD 205 | Akaishi | Berg (3120 m T.P.) an der Grenze der Präfekturen Shizuoka und Nagano |
| DD 206 | Hijiri  | Berg (3013 m T.P.) in der Präfektur Nagano                           |

### Elektrische Zahnradlokomotiven ED 90

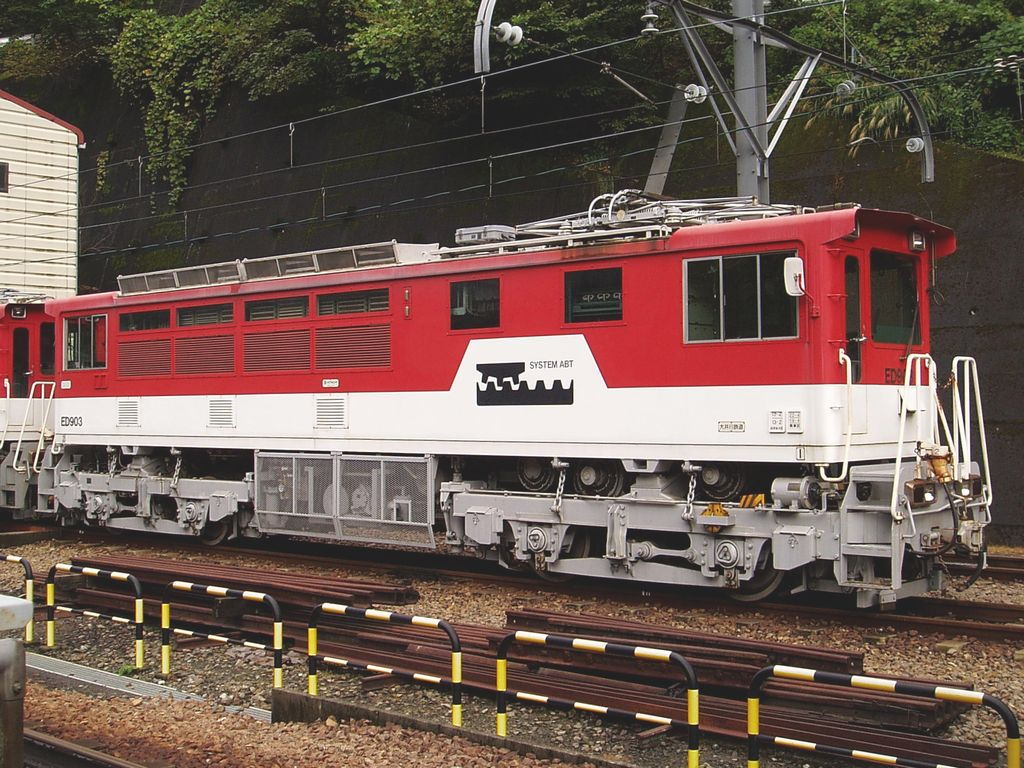
Elektrische Zahnradlokomotive ED 903 in Abt Ichishiro

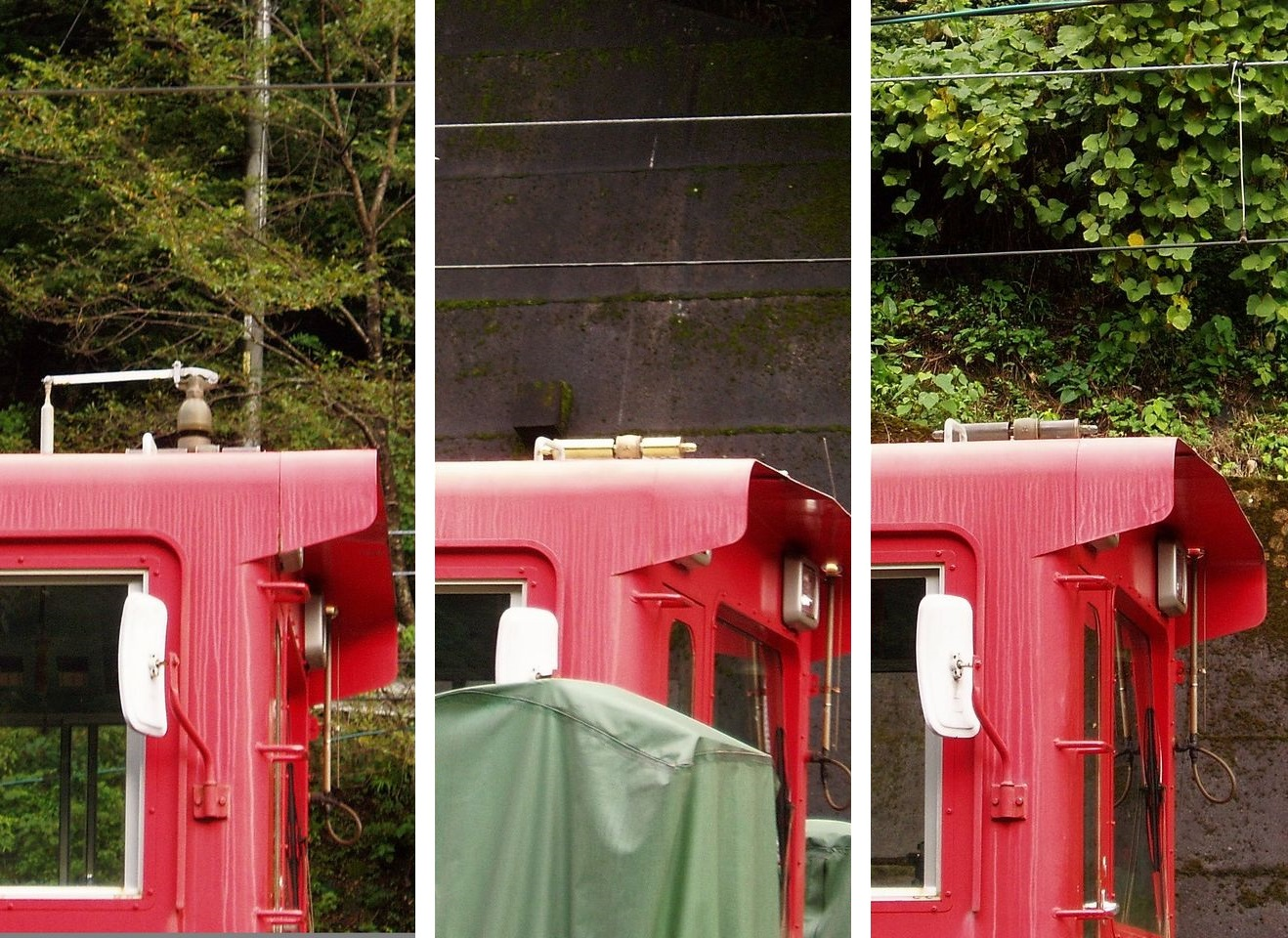
Unterschiedliche Warnvorrichtungen auf der ED (links), 902 (Mitte) und 903

Für den mit 1500 V Gleichspannung elektrifizierten Zahnstangenabschnitt beschaffte die Ōigawa Tetsudō bei Hitachi drei elektrische Lokomotiven der Baureihe ED 90 mit getrennten Zahnrad- und Adhäsionsantrieben. Zwei der insgesamt sechs Elektromotoren treiben die Triebzahnräder an. Die anderen vier dienen dem Antrieb der vier Treibachsen, die auf dem Zahnstangenabschnitt den Zahnradantrieb unterstützen. Die Steuerung der Fahrmotoren erfolgt über Anfahrwiderstände.
Die nur zwischen Abt Ichishiro und Nagashima Damu eingesetzten Maschinen besitzen einen höheren Fahrzeugquerschnitt als die auf der gesamten Ikawa-Linie verkehrenden Fahrzeuge. Um für größere Unterhaltsarbeiten eine Überführung in die Werkstätte Kawane-Ryōgoku zu vermeiden, ist das Depot Abt Ichishiro mit Hebebühne und Laufkran ausgestattet.
Wie bei Zahnradtriebfahrzeugen üblich sind die Lokomotiven mit einer Geschwindigkeitsüberwachung ausgerüstet, die bei 19 km/h eine Schnellbremsung auslöst. Auf Seite I befinden sich unterschiedliche Warnanlagen. Während auf der ED 901 die Pfeife einer Lokomotivpfeife einer Schweizer Ae 4/7 montiert ist, befindet sich auf der ED 902 eine aus Deutschland stammende und auf der ED 903 eine japanische Warnvorrichtung.

### Personen- und Güterwagen
Das schmale Lichtraumprofil führt auch beim Wagenpark zu einigen Besonderheiten:

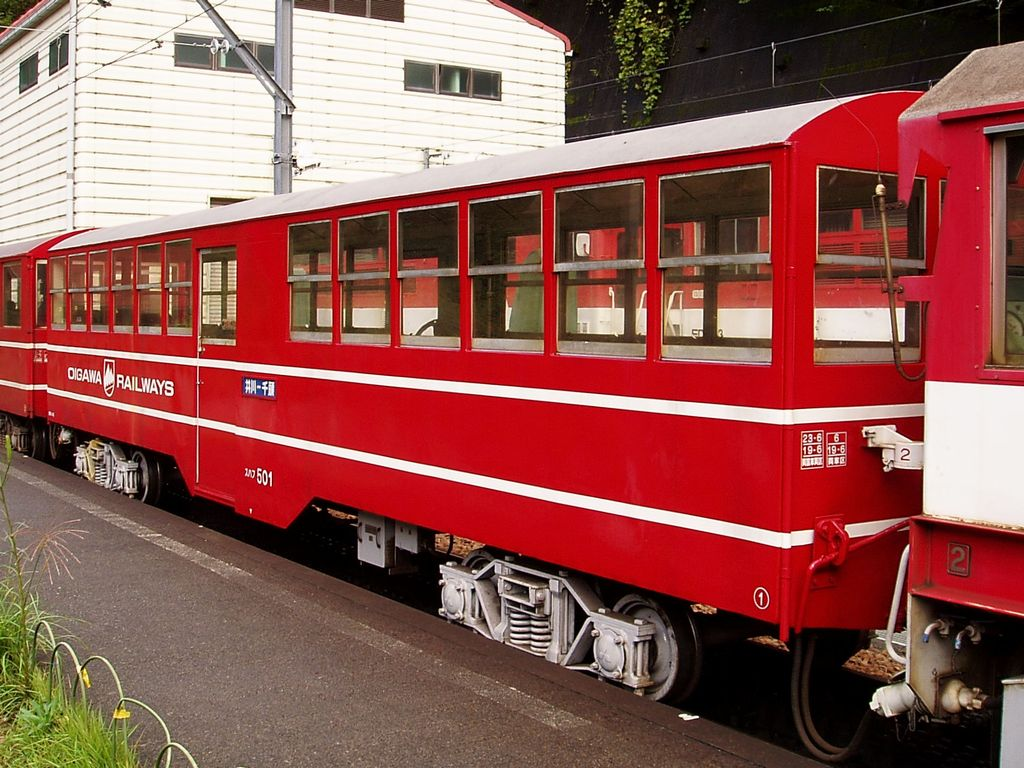
Die Türen der Personenwagen sind handbetätigt und werden vom Schaffner verschlossen.
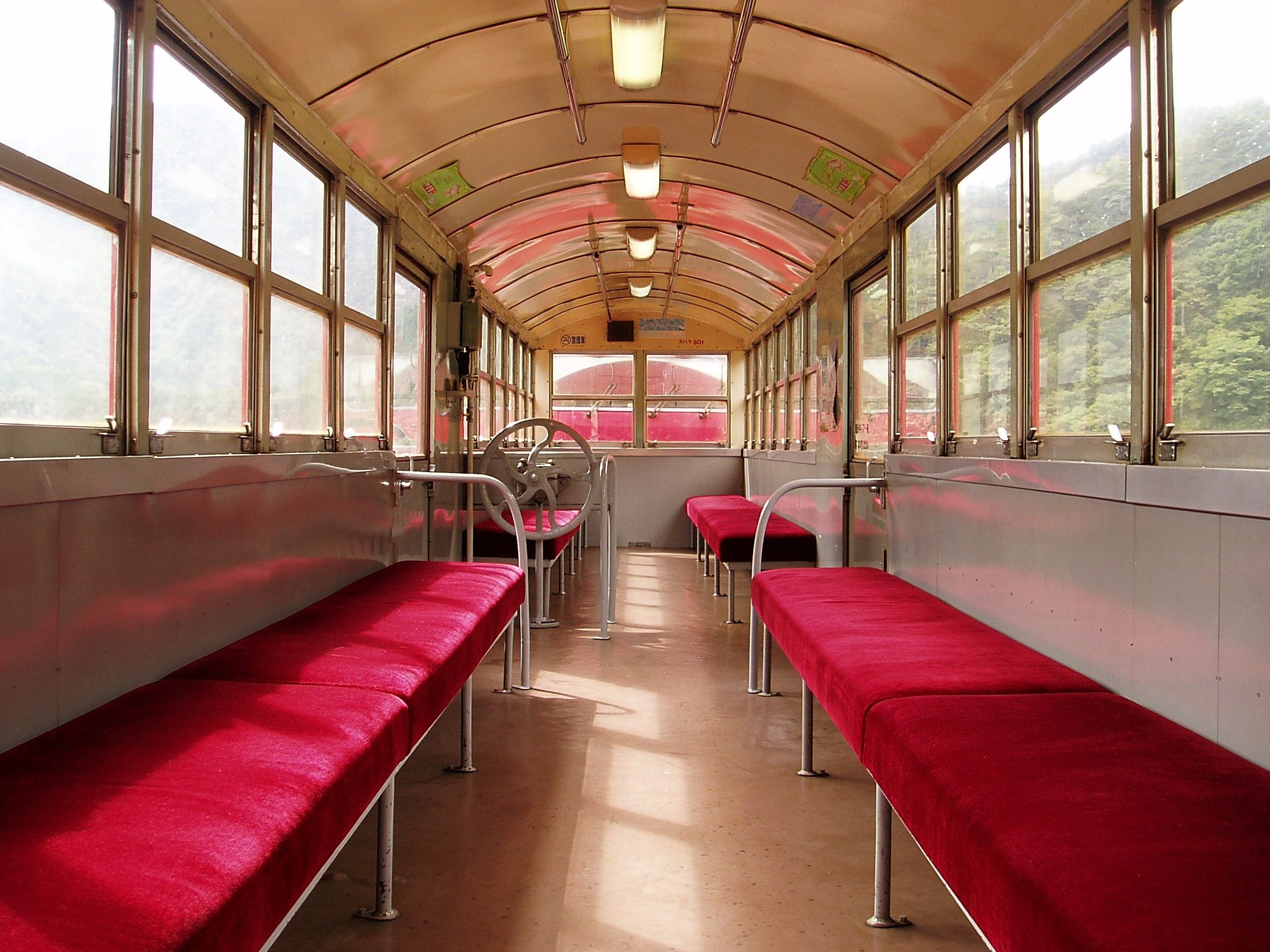
Ein Teil der Personenwagens sind mit Längsbänken ausgestattet.
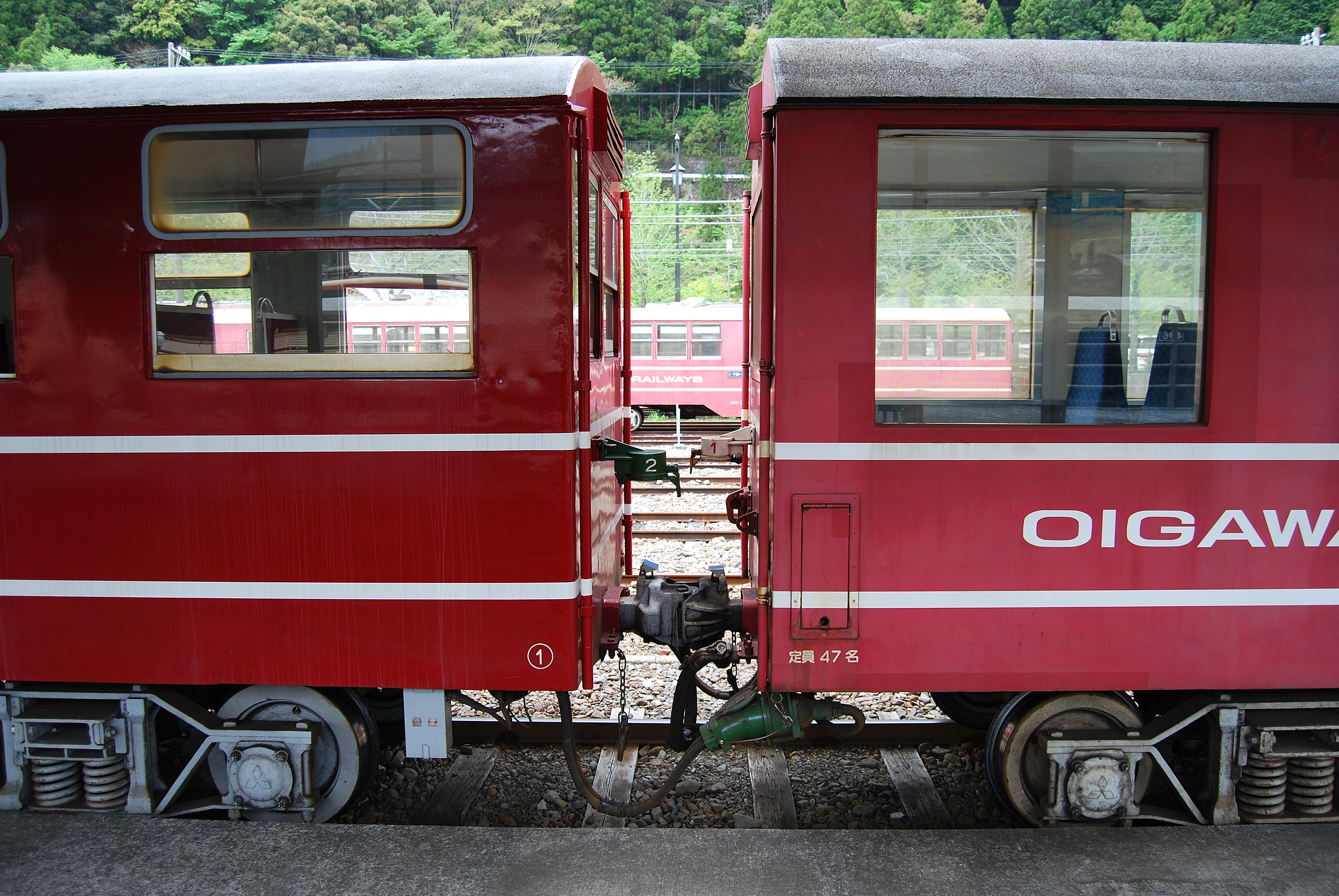
Die Kupplung befindet sich 640 mm über der Schienenoberkante statt 880 mm wie in Japan üblich.
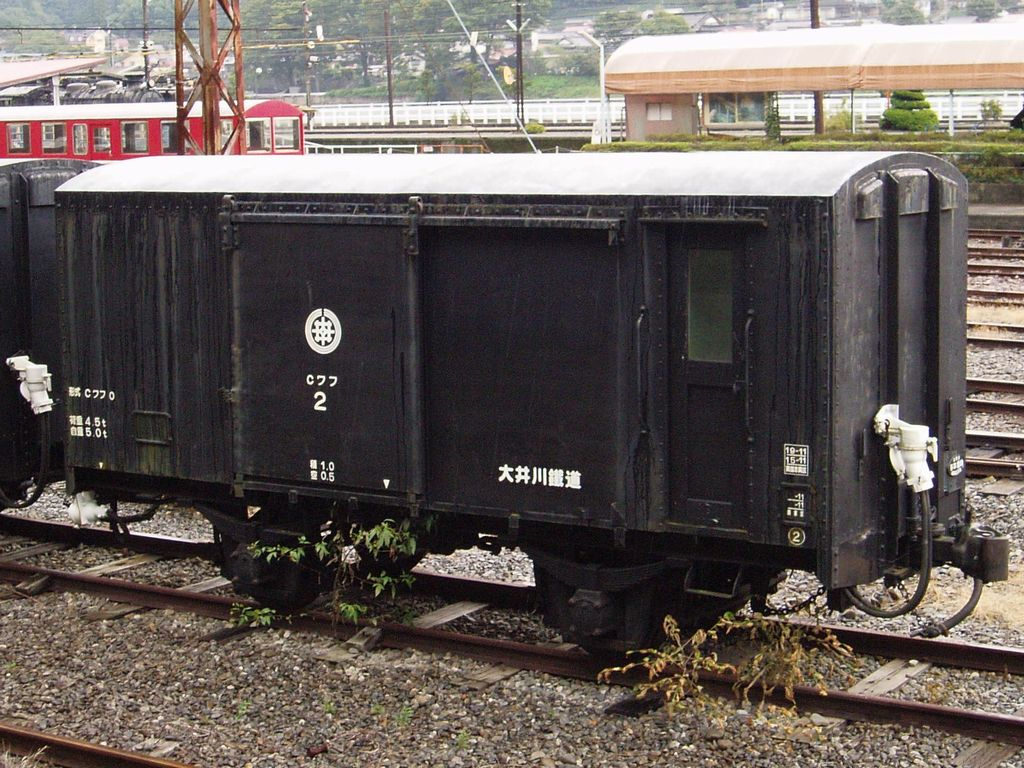
Auch die Güterwagen sind dem schmalen Profil angepasst
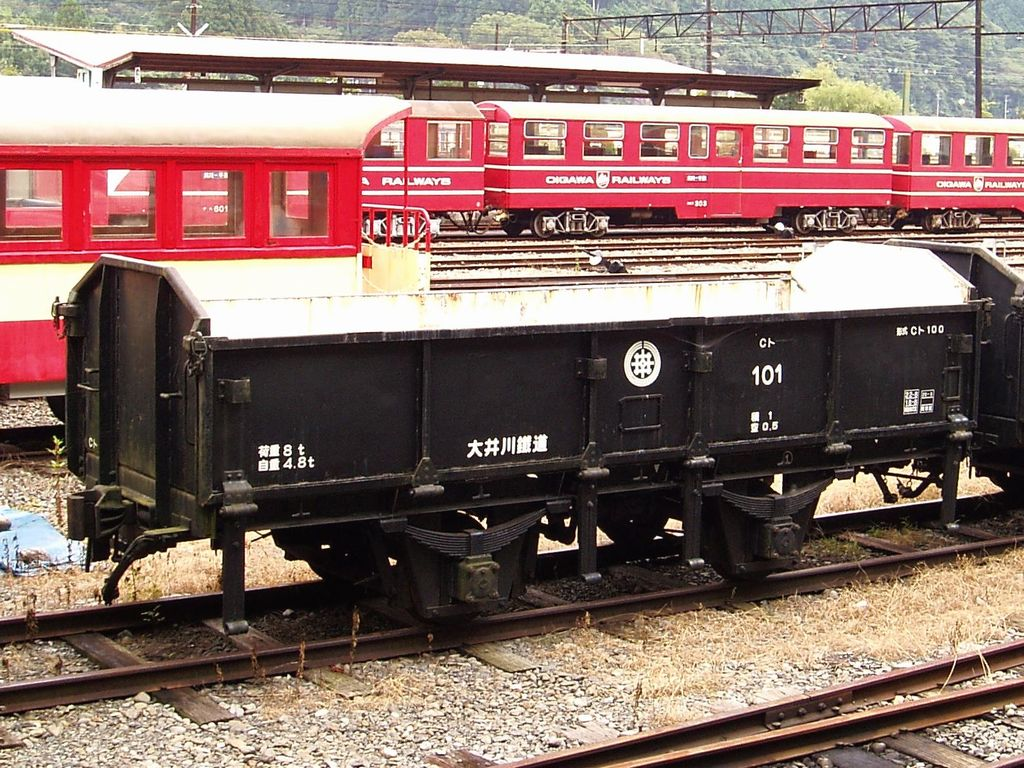
Zweiachsiger offener Güterwagen mit kurzem Radstand

## Liste der Bahnhöfe

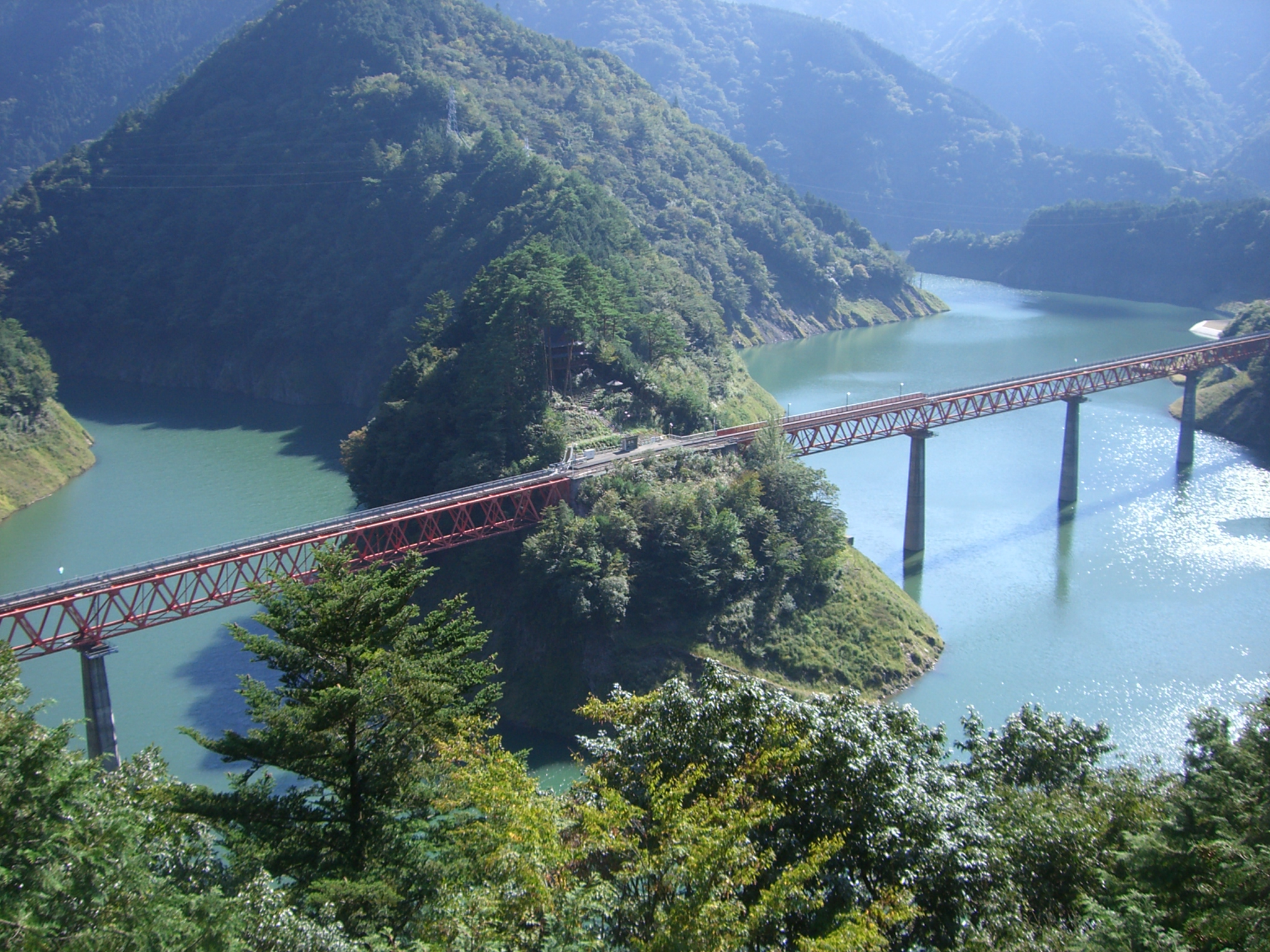
Nagashima-Stausee mit Okuōi-Regenbogen-Brücke und dem Haltepunkt Okuōikojō zwischen den beiden Brückenteilen

| Name                           | km   | Anschlusslinien   | Lage   | Ort              |
| ------------------------------ | ---- | ----------------- | ------ | ---------------- |
| Senzu (千頭)                   | 00,0 | Ōigawa-Hauptlinie | Koord. | Kawane-honchō    |
| Kawane-Ryōgoku (川根両国)      | 01,1 |                   | Koord. | Kawane-honchō    |
| Sawama (沢間)                  | 02,4 |                   | Koord. | Kawane-honchō    |
| Domoto (土本)                  | 03,9 |                   | Koord. | Kawane-honchō    |
| Kawane-Koyama (川根小山)       | 05,8 |                   | Koord. | Kawane-honchō    |
| Okuizumi (奥泉)                | 07,5 |                   | Koord. | Kawane-honchō    |
| Abt Ichishiro (アプトいちしろ) | 09,9 |                   | Koord. | Kawane-honchō    |
| Nagashima Damu (長島ダム)      | 11,4 |                   | Koord. | Kawane-honchō    |
| Hiranda (ひらんだ)             | 12,6 |                   | Koord. | Kawane-honchō    |
| Okuōikojō (奥大井湖上)         | 13,9 |                   | Koord. | Kawane-honchō    |
| Sessokyō-Onsen (接岨峡温泉)    | 15,5 |                   | Koord. | Kawane-honchō    |
| Omori (尾盛)                   | 17,8 |                   | Koord. | Kawane-honchō    |
| Kanzō (閑蔵)                   | 20,5 |                   | Koord. | Aoi-ku, Shizuoka |
| Ikawa (井川)                   | 25,5 |                   | Koord. | Aoi-ku, Shizuoka |